# 下肥
下肥（しもごえ）は、人間の糞尿を腐熟させ、肥料としたものの、日本における名称である。窒素・リン酸・カリウムをふくむ即効性の液肥として、昭和期までの農業において日常的に用いられていた。
起源は定かではないものの、おおむね室町期にはすでに用いられていたと考えられている。近世に入り、都市人口が増加すると、近郊農業に有用な肥料として金銭取引の対象となり、その取引価格をめぐって争議が起こることがあった。長らく、下肥を汲み取る農家や業者は、実質的に都市の屎尿処理を担っていたが、近代に入り都市人口が増加すると、その供給が肥料としての需要を上回るようになった。下肥の利用は戦後まで続いたが、化学肥料の入手が容易になったこと、寄生虫のリスクが問題視されたことを理由に、衰退していった。
下肥に関連する習俗は各地の農村に存在した。また、下肥はしばしば落語や俳諧といった、近世芸能の題材として用いられた。

## 特徴

### 肥料としての特性とその利用

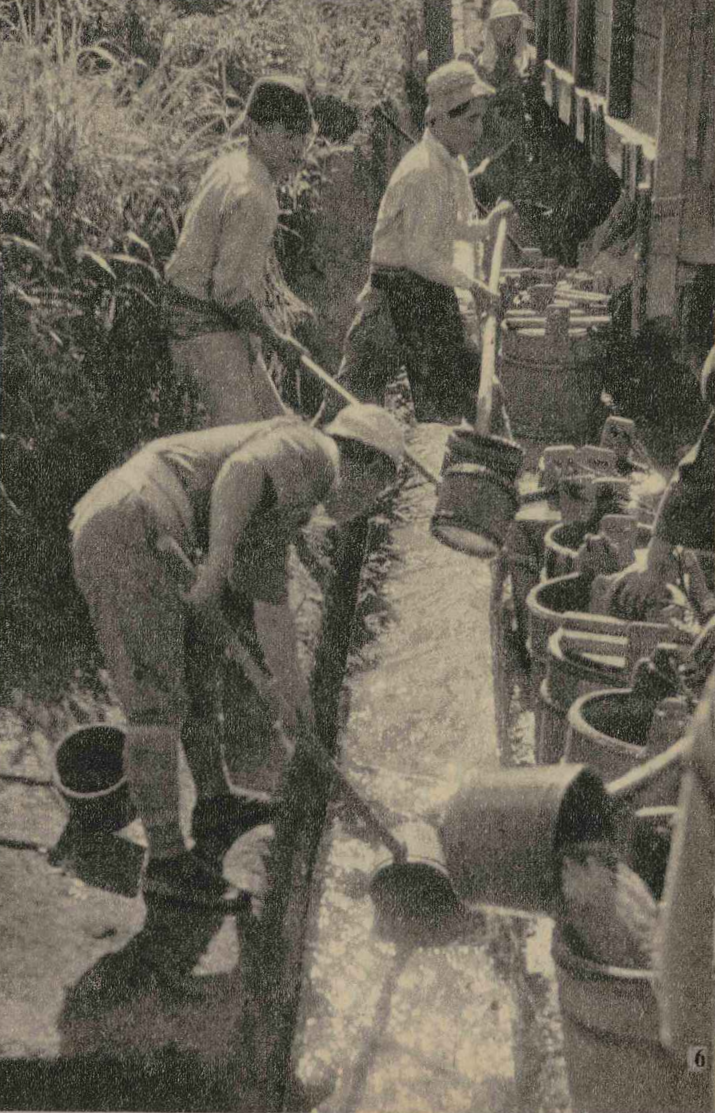
下肥を汲み取る人々。『アサヒグラフ』1946年（昭和21年）6月25日号掲載。

下肥は、窒素・リン酸・カリウムを含む「液状複合肥料の代表格」であった。下肥の肥料成分は年齢や食性などによって異なり、肉食の場合は窒素とリン酸が多く、カリウムが少なくなる。その他の成分として、1％の食塩と、少量の石灰・酸化マグネシウム・ケイ酸を含む。1887年（明治20年）にオスカル・ケルネルと森要太郎によっておこなわれた調査によれば、その成分は下の通りである（単位はいずれも千分率）。
| 成分     | 農夫 | 市人 | 中等官吏 | 軍人 |
| -------- | ---- | ---- | -------- | ---- |
| 窒素     | 5.51 | 5.85 | 5.70     | 7.96 |
| リン酸   | 1.16 | 1.33 | 1.52     | 2.97 |
| カリウム | 2.95 | 2.88 | 2.40     | 2.09 |

肥料としては即効性であり、元肥にも追肥にも用いる。小山雄生によれば、2～3倍に薄めて用いる。葛飾区では下肥を田にいれるためにセイマとよばれる目印をつけ、これに向かって下肥をふりかけることをコエマワシと呼んだ。コエマワシは熟練を要する作業であった。播種の際に下肥などの肥料を練ったものと種を混ぜ込んだものを撒くことがあった。この慣習（種肥混合播）は東北地方の北上山地、関東地方、中部・東海地方、九州地方にみられる。神奈川県においては、この慣習はマゼゴエ、ネリゴエ、ゲスップリなどと呼称された。同様の習俗を、青森県三戸郡ではゲシフリ、長野県佐久地方ではタレゴイ、福島県三芳町ではベッタラゴエと呼んだ。堆肥をつくる際に下肥をもちいることもあり、1920年（大正9年）に神奈川県内務部が発行した冊子『堆肥のすゝめ』には、藁や落ち葉、雑草といった発酵しにくいものを堆肥とするには、5～6倍に薄めた下肥を注ぐとよいと記述されている。青森県旧脇元村では稲藁に下肥をかけて腐らせ、堆肥をつくることをコエモミと呼んだ。また、群馬県保美濃山では夏に萩の葉を刈って堆肥に積み、この上に下肥をかけて腐らせたものを肥料とした。
各種塩類をふくむため、連用すると土壌が酸性化し、生育障害の原因となる。これを防ぐため、腐熟の際に石灰を加えることがある。下肥は、特によく腐熟させていないものについては寄生虫病の原因となる。特に多いのは回虫症であり、鉤虫症も主要な病気のひとつであった。東京からの屎尿を下肥として多く使う埼玉県において鉤虫症（十二指腸虫症）はある種の風土病的性質を有しており、「埼玉病」と呼称されることすらあった。

### 腐熟と肥溜め

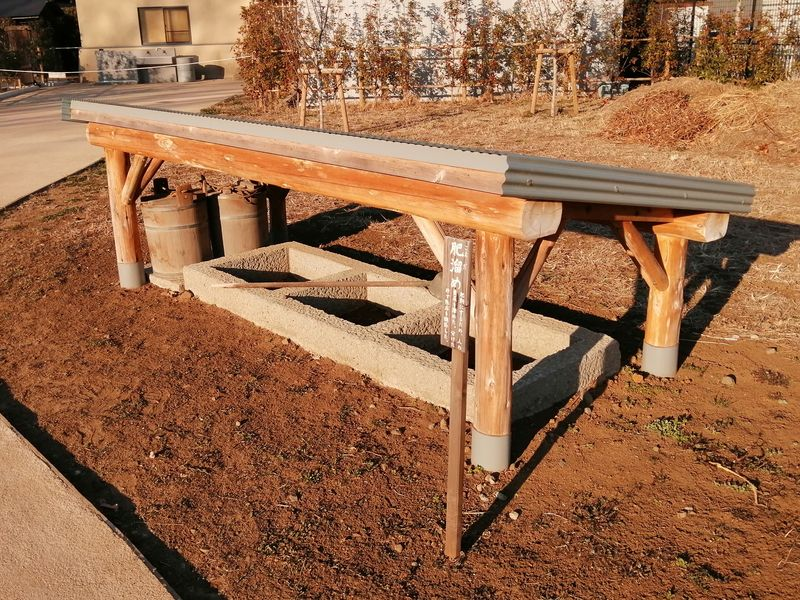
肥溜め（世田谷区・次大夫堀公園民家園）

新鮮な屎尿は作物にとって有害であり、肥料として用いる際には、一定期間貯蔵して腐熟させる。屎尿の腐熟、つまり肥料に変換する過程は有機物の好気性微生物による分解、つまり発酵による。この発酵が不充分であれば、土中で大量の酸素を消費して、嫌気性分解（つまり腐敗）が起こり、硫化水素などの有害ガスが発生し、悪臭が生じるだけで無く、植物の根腐れなどの病害の原因になる。そこで、この弊害を防ぐために微生物分解により、屎尿の有機物を低分子化することが望まれた。肥溜めでよく腐熟した下肥は、上澄みで蛙が泳げるほどにまでなったという。しかし、農家で旧来行われてきたこれらの手法は多くの経験を必要とし、十分な腐熟に時間を要したために生産量に限りがあった。『ブリタニカ国際大百科事典』によれば、腐熟には、夏の場合1～2週間、冬の場合3～4週間を要する。『仙台市史』は、この腐熟期間について「一年間放置し発酵させる」と記述している。
腐熟の必要性は近世より認識されており、たとえば天和元年（1681年）の『百姓伝記』には「不浄の新しきを畠に置き、作毛のこやしとするに、其の腐りて土地にしみつき、作毛に病ひ付き、しつ性の蟲共多くわき出る。溜壺の内にて、能く腐らせて作毛の養ひとすべし」とある。また、元禄10年（1697年）の『農業全書』には、「糞にかぎりて新しきハよくきかず。ねさせくさらかし熟する加減をよく覚えて、熟したる時用れバ、其しるし多し」とある。燕佐久太は1914年（大正3年）の『下肥』において、新鮮な屎尿にふくまれる尿素や塩類はそのままでは土壌に吸収されづらいものであり、植物根の吸収作用を妨げるものであること、「尿素の変化によりて生じたる炭酸アムモニア」が肥料としてより有用であることを、腐熟が必要な理由としている。
また、腐熟によって、糞便中に混入する病原菌や寄生虫卵を減らすことができるとされている。発酵は温度上昇を伴い、それが70℃以上で数十時間以上継続すれば寄生虫などの病原体の殺滅にも効果がある。文部省下の法人である生活改善同盟会は、1931年（昭和6年）の『農村生活改善指針』において、下肥は腸チフスや寄生虫病などを媒介する衛生上の懸念を有しているとして、便所の改造や糞尿溜の設置などにより、屎尿を「腐熟消毒」する環境づくりが肝要であると論じている。
腐熟には、地中に埋めた壺や、漆喰をほどこした穴といった、溶液が漏れることのない容器を用いる（肥溜め）。このほかの素材としては、木製のものや石製のものが知られるほか、昭和10年代頃よりは生活改善運動と関連して、全国で積極的にコンクリート製の肥溜めが作られることとなった。

## 歴史

### 古代から中世

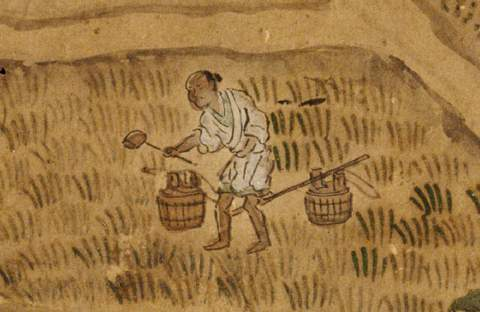
『洛中洛外図』にみえる農民の施肥の様子。

日本における下肥の起源は詳らかではないものの、青木紀元は天津罪のひとつである「屎戸」を、「肥料の屎によって相手の農耕生活を阻害する呪的行為である」と論じている。平安中期に編纂された格式である『延喜式』の内膳司項には、朝廷の畑における作物の所要労力について詳細な記載があり、そのなかには「糞」に関する記述が存在する。楠本正康は、これを下肥に関する最初期の記述であろうとする見解を見せているが、これには異論も多くある。古島敏雄は「糞」が「左右馬寮」から運ばれていることを根拠に、これを厩肥であろうとしている。また、宮本常一も同様にこれを牛馬の糞であろうと考えている。慶滋保胤の『池亭記』には、「後園に入り、あるいは糞まりあるいは灌ぐ」という記述があり、西山良平はこれを、菜園に肥料に転用するための屎尿を貯蔵する設備があったものと解釈している。
古島は、日本において施肥が盛んになったのは、二毛作により地力の減耗が問題になった鎌倉・室町期のことであろうとしている。『沙石集』には常陸国の話として、「田舎の習ひなれば、田に入れんとて、小法師、糞を馬に付けて行くを見て……」と、糞が当時一般に肥料として用いられていたことを示唆する記述があるが、これが厩肥であるか人糞であるかは不明瞭である。『餓鬼草紙』などにみられるよう、民衆の排便は空地でおこなわれるのが一般的であったが、14世紀中期の『慕帰絵詞』には汲み取り式便所らしきものが描かれている。渡辺善次郎は人糞が肥料として広く認識されはじめたのはこの時期であり、こうした形式の便所が普及したのもそれゆえであろうと論じている。15世紀の『泣不動利益縁起』には、茄子を植えた屋敷畑の一隅に肥溜めらしきものがあるのが見えるほか、大永5年（1525年）の町田家本『洛中洛外図』には片手に桶、片手に柄杓を持ち、稲に液肥をほどこしている農民が描かれている。渡辺は同図の洛中に汲み取り式便所が描かれていること、農民が明らかに追肥をおこなっていることに着目し、山林原野といった肥料源に乏しい都市近郊における集約型農業の発展が、都市住民の屎尿を肥料として積極的に用いる体系をつくりあげたと論じている。また、渡辺は、下肥の利用が、農業技術の先進国であり、人糞肥料を積極的に用いていた宋から移入されたものである可能性についても触れている。

### 近世

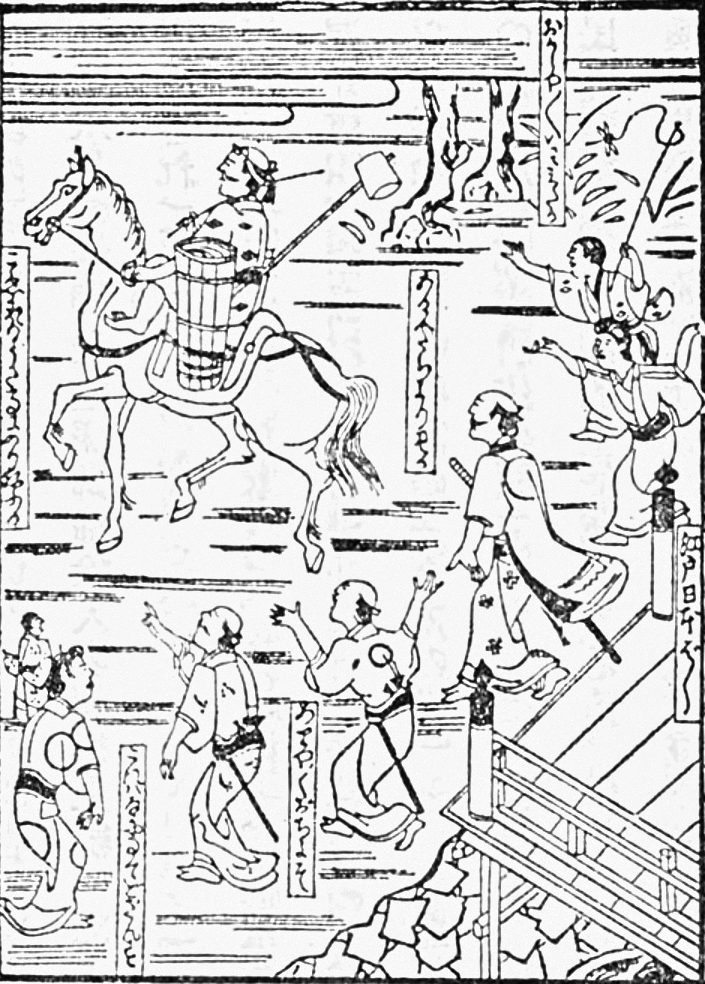
『可笑記』より、日本橋を走る「肥取馬」。

宣教師のルイス・フロイスは、天正13年（1585年）の『ヨーロッパ文化と日本文化』において、「ヨーロッパでは馬の糞を菜園に投じ、人糞を塵芥捨場に投ずる。日本では馬糞を塵芥捨場に、人糞を菜園に投ずる」と、当時の日本で下肥が一般に用いられていたことを記している。また、「われわれは糞尿を取り去る人に金を払う。日本ではそれを買い、米と金を支払う」との記述もあり、都市近郊においては下肥が金肥となっていたことがわかる。寛永5年（1628年）ごろの成立であると考えられる、日本最古の農書ともいわれる『清良記』 にも、下肥に関する記述がある。同書には、伊予南部では刈敷を主とし、人糞尿・厩肥を用いているとの記述があるほか、「百姓の門へ指入て見るに、牛馬の家、雪隠を奇麗にし、糞沢山に持、菜園すっきりと見事に作り、青々茸〱なれは、外の田畑も見事に、公役、貢も未進をせす、上の百性也と知るべし」と、明瞭な形で下肥に触れている。
天和元年（1681年）の『百姓伝記』巻六は、その全編を「不浄論」に割き、下肥の重要性とその効能・便所のつくり方・施肥の方法について詳述している。「よく万物に根をはらせ、実を入るゝこやしなり」というのが同書の下肥に対する評価であり、「つねに厚味を喰ひ、魚類を喰ふもの」の屎尿は肥料として特に優れると論じる。このことは、都市住民の屎尿が下肥としてとりわけ優秀であるとみなされたことを意味しており、実際に同書には都市から農村に下肥を運ぶ肥桶の製法についても記されている。元禄4年から5年（1691年 - 1692年）にかけて江戸と長崎を往復したエンゲルベルト・ケンペルは、街道に棄てられる人畜の糞や古草履が農民の肥料として用いられることに触れ、街道の清潔さと肥溜めの放つ悪臭のひどさについて記している。宮崎安貞により同10年（1697年）に記された『農業全書』は、人糞尿の多様な施肥技術について仔細に記している。
江戸のような人糞尿の巨大供給地では、下肥の専門汲み取り業者や、仲介売人があらわれることとなった。これらの専門業者は地主や家主と契約し、船舶や牛馬を用いて下肥を運送した。江戸において下肥は身分ごとに上・中・下と3段階に分けて評価されており、大名屋敷の下肥を確保する権利は垂涎の的であった。たとえば、元禄2年（1689年）には上野毛村の農民が井伊家屋敷の下掃除（屎尿を回収すること）を許可してもらうため伝馬の増馬に応じることを申し出ている。下掃除の権利は売買されるものとなり、のちには投機の対象となった。『守貞漫稿』によれば、近世後期においてこうした権利の売却から得られる収入は、長屋の家主の収入の大部分をなしていたという。都市の下肥の価格が高騰するようになると、しばしばこの値下げを申し出る紛争がおこなわれた。たとえば、寛政元年（1790年）には延享・寛永年中に比べて下掃除代が3～4倍近く高騰しているとして、江戸近郊の農村1016村が結託し、勘定奉行に対して値下げのお触れを出すよう嘆願した。こうした争議は江戸だけでなく、大坂や京都、善光寺など各地で起きた。

### 近代

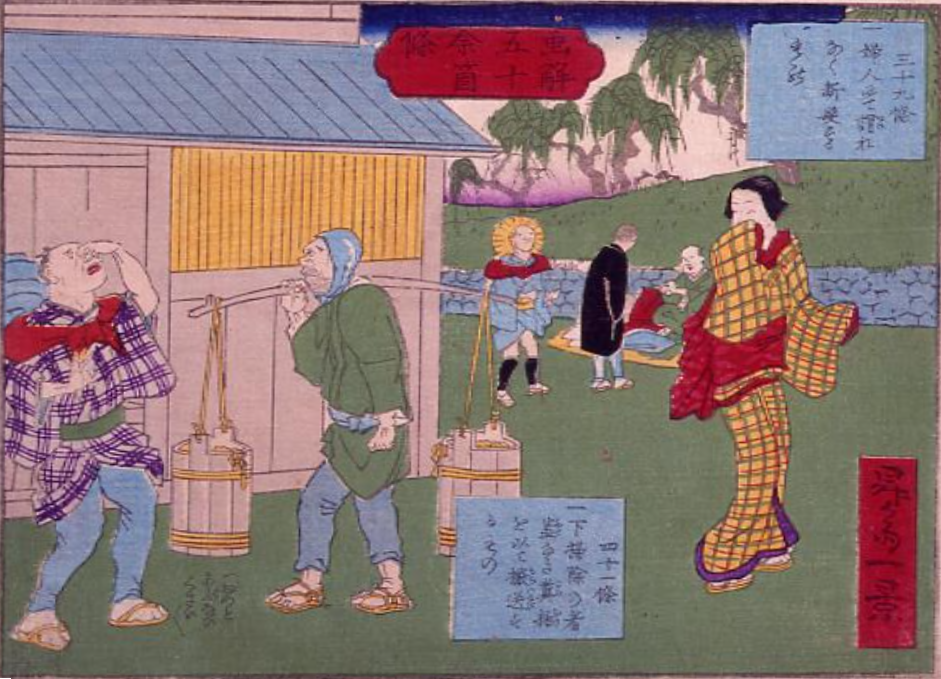
昇斎一景『画解五十余箇条』より、四一条「下掃除の者、蓋なき糞桶を以て、搬送するもの」の図。

近代に入っても下肥の利用は続いた。『旧太子堂名主森家文書』によれば、1877年（明治10年）から1878年（明治11年）にかけ、川路利良により屎尿汲み取りに関する布告がいくつか発布されている。午前8時から午後5時にかけての屎尿運搬の禁止、蓋のつかない糞尿桶の利用禁止などがその内容であるが、いずれも都市の美観を守るための指示であり、屎尿処理手段自体を抜本的に変えるものではなかった。下肥は依然として安価な肥料として重用された。1881年（明治14年）に全国31府県を対象におこわれた肥料に対する調査によれば、人糞尿は全国で例外なく大量につかわれ、特に苗代については多くの地方で唯一の肥料とされていた。こうした事情を背景に、1887年（明治20年）には東京農林学校の教授として招聘されたオスカル・ケルネルにより、国内の人糞尿に関する大規模な成分調査がおこなわれた。
とはいえ、国内都市の過密化が進むにつれて、その屎尿の量は下肥として消費できる量を超過しつつあった。このため、下肥のための汲み取りが都市の屎尿処理の役割を果たすことは難しくなり、大正期までに、人糞尿は高値で取引される商品から、汲み取り料を払って処分してもらう廃棄物へと再び回帰していった。明治後期にはコレラ・赤痢の流行が相次ぎ、1899年（明治32年）には神戸市・大阪市を中心にペストが流行した。これを受け、1900年（明治33年）に汚物掃除法が制定された。これにより、すべての汚物処理は行政の事業となったが、大阪や愛知などにおいては、下肥が有価物として民間事業者によって汲み取られていた慣例に従い、当初この「汚物」に屎尿は含まれなかった。しかし、需給のバランスはもはや崩れており、1910年（明治43年）には名古屋市は屎尿処理の市営事業化に踏み切ることとなった。また、大阪市でも1912年（明治45年）に直営化がおこなわれた。東京市においてもこの事情は同様で、1919年（大正8年）の『都新聞』は、本来国民の衛生を守る中央官庁であるはずの内務省の便所すら「非常に溢れて数間も黄金の流れを為し臭気を発散して居る」惨状を報じている。1930年（昭和5年）には汚物掃除法が改正され、すべての市町村において屎尿処理は行政の義務となり、1934年（昭和9年）より東京市においても屎尿処理の市営化が実施されるようになった。
しかし、行政の屎尿処理能力もまた未熟であり、都市住民の屎尿は下肥として活用されつづけた。東京市の場合、都市近郊の農村に屎尿の貯溜槽を設置することが義務付けられ、1日約9,900石（約1785キロリットル）の屎尿が自動車・馬車・手車・伝馬船などにより、浄化処理場や貯溜槽に運ばれた。1928年（昭和3年）には名古屋市が直接汲み取り制度を廃止し、屎尿の処分のみを市営化するようになった。同市でもこうした貯溜槽が設置され、現地農民に人糞尿が無料配布された。また、屎尿船により、愛知県・三重県下の沿岸漁村に供給されるものも多かった。下肥は非常に安価な肥料であり、即効性があることや灌水不要であるといった利点から、昭和期に化学肥料が広く市場流通するようになったのちも、引き続き用いられ続けた。

### 現代

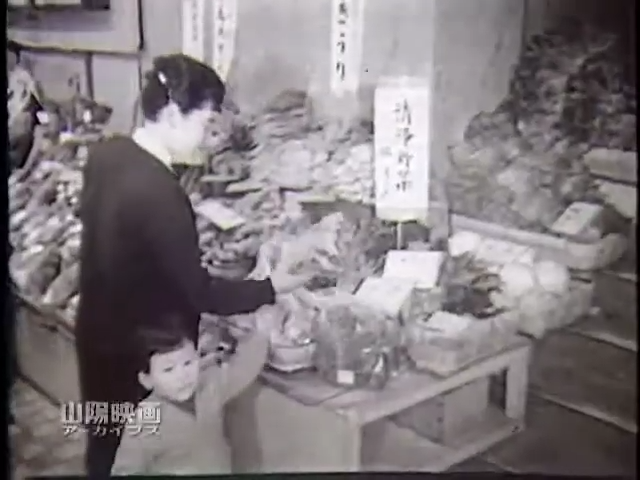
岡山県で下肥を施肥せずに育てた「清浄野菜」を購入する主婦。1959年（昭和34年）撮影。

第二次世界大戦後には、化学肥料が入手困難になったことが影響して、下肥に対する依存度が再び高まった。『農産年報』によれば、1940年（昭和15年）には1654万トン、1945年（昭和20年）には1851万トンだった屎尿の肥料としての使用量は、1950年（昭和25年）には3200万トンと急増した。終戦直後の下肥依存の高まりは、寄生虫症を蔓延させる原因ともなった。1943年（昭和17年）に41.1パーセント、1945年には58.4パーセントだった寄生虫保有率は1949年（昭和24年）には73.1パーセントにまで増加した。生野菜を好む進駐軍はこうした状況を嫌い、食料は原則自国から調達した。また、東京都調布市と、滋賀県大津市に化学肥料のみを用いる清浄栽培農場をつくった。1951年（昭和26年）からは進駐軍の食料が自給となり、西洋野菜のその他の需要も増えていったため、国内に清浄栽培を謳う農家が増えていった。
社会経済の安定にともない、化学肥料の生産が回復すると、次第に下肥は用いられなくなっていった。国鉄職員であり、駅構内のトイレに関して記述した藤島茂は当時の事情を、1945年までの屎尿を有償で払い下げた「戦争中肥料不足時代」、1948年（昭和23年）までの汲み取り泥棒さえ横行した「終戦後物資不足時代」、1951年（昭和26年）までの汲み取り料が下落していった「人肥化学肥料混用時代」、1952年（昭和27年）以降の、国鉄が汲み取りを有償で依頼せざるを得なくなった「化学肥料万能時代」に分類している。1955年（昭和30年）には厚生省公衆衛生局長・農林省農業改良局長から名ので、都道府県知事宛の通知として「清浄野菜の普及について」が発布され、伝染病および寄生虫症の蔓延防止のため清浄栽培を推奨する指導がおこなわれた。
一方で、日本の下水道整備はいまだ不十分であり、下肥として農村に還元されなくなった屎尿はそのまま海洋投棄されることがもっぱらであった。1956年（昭和31年）には日本で初めての屎尿処理長期計画であるし尿処理基本対策要綱が制定され、屎尿の海洋投棄原則廃止と陸上処理への転換が計られた。高度経済成長期に突入した日本では屎尿処理施設が相次いで建設されるようになり、屎尿を巡る衛生環境は改善していった。1960年代以降、所得倍増計画などを通して下水道の整備は、国民生活における喫緊の課題として取り扱われるようになった。1963年（昭和38年）に生活環境施設整備緊急措置法が施行され、下水道や屎尿処理施設などに対して国庫の補助が受けられるようになった。下水道の整備は遅々として進まなかったものの、浄化槽の普及なども相まって水洗便所自体の整備は進んでいった。下水道整備は1980年代から1990年代にかけて進み、特に1990年代には毎年1兆円以上の国庫予算が下水道整備に用いられた。これにより、東京都・大阪府といった地域では下水道処理人口が95パーセントを超えるようになった。

## 文化

### 習俗

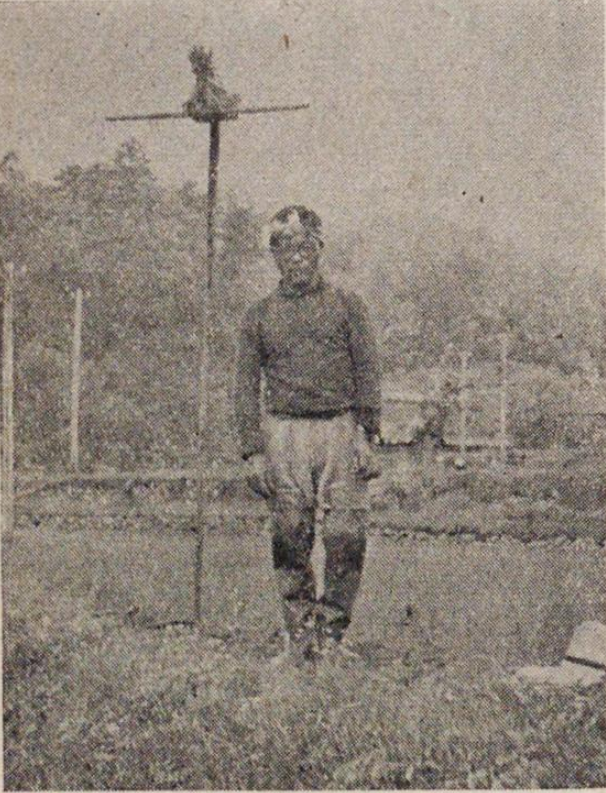
田植えが終わり、えぶりが刺されている田。この間、田に下肥を撒くことはできない。山県郡芸北町美和米沢で撮影（1956年）。

下肥に関する習俗は各地に存在した。大分県では、嫁入り行列の際の祝福として、小石や水を祝いかけたり、紅白の布を巻いた棒で嫁の尻を叩くといったものと並び、道に下肥を撒く習俗があった。三重県志摩地方の畑作の多い集落では、正月の農事始めの儀式に下肥を用いる。たとえば大王町波切では1月5日の朝、神折敷に粟餅と普通の餅でつくった鏡餅、カケイノオ（懸の魚）の切り身1きれ、干柿をもって畑に行き、野壺（肥溜め）のかたわらに備える。この行事をハツゴエモチ（初肥もち）といい、これが終わるまで米飯や菜汁は食べられず、刃物も使えなかった。愛媛県越智郡朝倉村ではノドクノイワイと称し、1月11日の下肥汲み出し初めの日に鏡餅を食べる風習があった。香川県の島嶼部でも正月に下肥の口開け行事がおこなわれた。直島町ではハツゴエモチと呼び1月4日に、高見島ではコエノクチ、佐柳島ではハツゴイと呼び1月8日に、下肥を桶に入れて畑に施した。
地域によっては、下肥を用いてなはらない時期や田が設けられていることがあった。たとえば、岩手県東磐井郡折壁村では、端午の農事では下肥を扱わないようにして、産土の神を祈る。また、愛知県三河地方の花祭では花祭の前の7日間、重い役の場合は75日間、精進のため下肥を扱うことができない。芸北（広島県北西部）では、田植えが終わったあとのはんげ（半夏生）の日まではさんばい様（田の神）が田畑にいるとして、下肥を撒くことを控える。さんばい様はムナクト（田の吐水口）から帰るといわれているため、この間、田植えが最後に終わった田にえぶりを立てておく。山県郡新庄村の記録によれば、さんばい様はその後麻畑に移り、七夕に天に戻るため、その間は麻畑への下肥の施肥を控えるという。福山市走島町では、旧暦の10日、15日、28日に下肥をかついではいけないとされていた。また、福島県田村郡船引町においては、毎月1日、15日、24日は神まつりの日として、下肥を扱う農作業をおこなわない定休日であった。
山陰地方では、宮座の頭人は不浄なものを避けなければならないとして、下肥を用いない。滋賀県八日市市でも、宮座の社守は下肥の利用・獣肉食・性交渉などが禁じられた。大阪府高槻市田能では、御供の餅をつくるための宮田においては不浄を避けるため、下肥は施肥にもちいず、また、女性を中に入れない。壱岐島でも田神祭に用いる苗代をつくるミト田では、女性は田植えをしてはならないとされ、集落によっては下肥もつかわれない。千葉徳爾はこうした神田に下肥や厩肥を入れない習慣は、米を清浄なものとする上古の社会通念によるものであるとし、「下肥をけがれと考えるならば、それをあえて神聖な稲をつくる田に施すようになるまでには、神に対する崇敬と多収についての要求とが農民の心理をめぐって複雑な角逐をした長い期間を考えなくてはならない」と論じている。

### 文学・芸能
下肥はしばしば落語や俳諧といった、近世芸能の題材として用いられた。たとえば、落語の『汲みたて』は、納涼船で男たちが「糞でもくらえ」と喧嘩していたところ、肥取船が「どうですえ、汲みたてを一杯……」とやってくるという落ちの話である。また、『法華長屋』は、法華宗以外の汲み取り人を受け付けないという長屋の家主の話である。なんとか見つかった汲み取り人を家主は饗応するも、酔った汲み取り人は「ホイ南無阿弥陀仏……」と念仏を唱えてしまう。咎める家主に対して彼は「ナーニ、不浄は他宗に片付けろ」というのが落ちである。『家見舞』（肥甕とも）は、男たちが兄貴分の新築祝いに水瓶と偽って古道具の肥瓶を送る話である。何も知らない兄貴分の男は喜び、肥瓶の水で冷やした豆腐や肥瓶の水で炊いた米で男たちを饗応し、彼らは大慌てする。兄貴分は水に混じる肥を澱と思い、男たちに「鮒は澱を食べると聞くから今度買ってこい」ともちかけるが、男たちはそれに「いや、それには及ばねえ。今までコイが入ってた」と返すのが落ちである。小林一茶が文化8年（1811年）に詠んだ俳句に、「古郷や 霞一すぢ こやし舟」というものがある。また、立羽不角の『百韻』に、「年の暮 小袖の綿を入れかヽり 下𦳊（）とるに 障子立させ」の句がある。
火野葦平が1937年（昭和12年）に発表した『糞尿譚』は、九州の小都市で糞尿汲み取り業を営む男を主人公とする物語である。主人公の「彦太郎」は、家が没落するなか新しい稼業として糞尿汲み取り業をはじめるも、10年取り組んでも事業は好転せず、窮状が続いた。これを知った町のボスの世話で、彼は市の指定事業者として認可されるようになり、事業は上向きになる。しかし、汲み取り業は市営事業化され、買い取りの権利はほとんどボスのものとなってしまう。湯澤規子は、こうした事情は近代日本においてありふれたものであったといい、この物語の顛末は「時代を象徴するもの」としての性質を持つとともに、「歴史史料だけでは知りえない生々しいリアリティ」をもったものであると論じている。

### 俗語
最悪な状況に陥ることを「どつぼに嵌る」というが、この「どつぼ」とは関西方言における肥溜め（野壺）のことである。関西の芸人が最悪な状況を肥溜めにはまった状況に例え、楽屋言葉として用いるようになったのがその起源であるといい、1970年代ごろより一般語彙として用いられるようになった。